# Jalmari Kivenheimo
Viktor Jalmar „Jalmari” Kivenheimo (ur. 25 września 1889 w Tuusuli, zm. 29 października 1994 w Mikkeli) – fiński gimnastyk.
W 1912 został srebrnym medalistą olimpijskim w wieloboju drużynowym w systemie wolnym. Po igrzyskach ukończył studia na Uniwersytecie Helsińskim na wydziale biologii. W 1947 uzyskał stopień doktora filozofii ze specjalizacją w botanice (tytuł doktoratu: „Untersuchungen über die Wurzelsysteme der Samenpflanzen in der Bodenvegetation der Wälder Finnlands”). W latach 1920–1957 uczył geografii i agrokultury na Rauma Teachers’ College. Od wczesnych lat 80. do początku lat 90. mieszkał wraz z rodziną swojej córki w Arizonie, gdzie w dalszym ciągu uprawiał jogging i gimnastykował się aż do 103. roku życia. 
Zmarł nad ranem 29 października 1994 w Mikkeli. W momencie śmierci był ostatnim żyjącym uczestnikiem igrzysk w 1912, najstarszym Finem oraz najstarszym olimpijczykiem. Do dziś (grudzień 2015) pozostaje najdłużej żyjącym medalistą olimpijskim.